# V6 LOVE VICTORY
『V6 LOVE VICTORY』（ブイシックスラブビクトリー）は、TBS系で放送されたバラエティーの特別番組である。V6のメンバーが、リアルな恋愛あるあるを再現VTRで演じ、スタジオでV6、恋愛専門家、ゲスト、一般女性100人がトークを展開する。
2012年12月26日(水)0:20-1:20に第1弾、2013年4月9日(火)23:58-24:58に第2弾が放送された。

## 出演者
V6（坂本昌行、長野博、井ノ原快彦、森田剛、三宅健、岡田准一）

## ネット局

### 第1弾
出演者
恋愛専門家：森川友義、DaiGo、フェルディナント・ヤマグチ
ゲスト：陣内智則、眞鍋かをり
アシスタント：出水麻衣（TBSアナウンサー）
| 放送対象地域 | 放送局           | 系列    | 放送日時                     | 遅れ日数 |
| ------------ | ---------------- | ------- | ---------------------------- | -------- |
| 関東広域圏   | TBSテレビ（TBS） | TBS系列 | 2012年12月26日 24:20 - 25:14 | 制作局   |

### 第2弾
出演者
恋愛専門家：森川友義、DaiGo、四条さやか
ゲスト：いとうあさこ、ビビる大木、眞鍋かをり
アシスタント：加藤シルビア（TBSアナウンサー）
| 放送対象地域 | 放送局           | 系列    | 放送日時                   | 遅れ日数 |
| ------------ | ---------------- | ------- | -------------------------- | -------- |
| 関東広域圏   | TBSテレビ（TBS） | TBS系列 | 2013年4月8日 23:58 - 24:58 | 制作局   |

## スタッフ

### 第1弾
- ナレーション：神田理江（81プロデュース）
- 構成：伊藤正宏、本松エリ
- TM：高松央
- TD：山田賢司
- VE：藤本剛
- カメラ：荒井隆之
- 音声：渡邊学
- LD：加藤美和子
- 美術プロデューサー：中原茂樹
- 美術デザイナー：中村嘉邦
- 美術制作：朝川菜美
- 装置：森田正樹
- 操作：牧ヶ谷純二
- 電飾：澤田稔
- 特殊装置：高橋出
- アクリル装飾：渡邊卓也
- 装飾：後藤千鶴
- 花装飾：中渡瀬由佳
- 衣装：五十嵐孝智
- メイク：惣門亜希子
- 公開放送：松元裕二
- リサーチ：ビスポ、佐藤直也
- 編集：荘野佑介
- MA：田口修嗣
- 音効：大久保吉久
- CG：前川陽介
- 技術協力：ラフト、ヴェントゥオノ、.movs
- 協力：ジャニーズ事務所
- TK：岸田純子
- デスク：渡辺香織
- 編成：渡辺信也
- 営業：
- AP：杉本美雪、荒井美妃、江原里実
- ディレクター：新沢学、武田雄一
- 演出：長沼昭悟
- プロデューサー：角田陽一郎、金原将公、上原敏明、島田勇夫
- 制作協力：U-FIELD
- 製作著作：TBS